# 石城子水库
石城子水库，位于中华人民共和国新疆维吾尔自治区哈密市伊州区境内、头道沟、故乡河汇合口下游，是石城子河上的一座中型山区拦河水库。水库工程于1975年12月开工建设，1978年12月16日下闸蓄水。水库总库容2060万立方米，水面面积5.7平方千米。大坝为浆砌石双曲重力拱坝，坝顶长71.9米，坝高为78米，坝址以上集水面积857平方千米。水库承担着石城子灌区1.6万公顷的供水任务，还大大减轻了季节性洪水对兰新铁路、312国道和下游居民的威胁。